# GNewSense
gNewSense是一個基於Debian的GNU/Linux作業系統。它試圖提供一個仅使用自由软件的便于使用的作業系統。自由软件基金会認為gNewSense是一個完全自由的GNU/Linux作業系統。
gNewSense對非自由軟件採取了較嚴格的立場。例如，為提供非自由軟件安裝說明的任何文件都被排除在外。
這個項目是由Brian Brazil及Paul O'Malley於2006年發起。2006年10月，0.85版本發佈後，自由软件基金会開始向它提供援助。

## 特色
在默認情況下，gNewSense使用GNOME，GNU計劃的官方桌面環境。自2.0版本，KDE也可以在gNewSense中。
Ubiquity installer允許安裝到硬盤內部的Live CD環境，而無需重新啟動電腦安裝。除了標準的系統工具和其他小型應用程序外，gNewSense還提供下列軟件，OpenOffice.org辦公室軟件，Epiphany網頁瀏覽器，Pidgin即時通訊以及GIMP影像處理軟件等。默認安裝的軟件開發工具包括
GCC及Emacs文字編輯器。

## 外部連結
1. ↑  .   [2019年8月26日].
2. ↑  . gNewSense.org.   [2009-03-17]. （原始内容存档于2009-01-01）.
3. ↑  .   [2010-01-12]. （原始内容存档于2015-12-25）.
4. ↑  .   [2010-01-12]. （原始内容存档于2011-09-02）.
5. ↑  .   [2010-01-12]. （原始内容存档于2020-11-09）.

- gNewSense website